# Nyamitanga (vattendrag i Burundi, Bubanza)
Nyamitanga är ett vattendrag i Burundi.   Det ligger i provinsen Bubanza, i den nordvästra delen av landet, 30 km norr om huvudstaden Bujumbura.
Omgivningarna runt Nyamitanga är en mosaik av jordbruksmark och naturlig växtlighet. Runt Nyamitanga är det tätbefolkat, med 297 invånare per kvadratkilometer.